# Johanna Iivanainen
Johanna Iivanainen, nata Niemelä (Oulu, 22 novembre 1976), è una cantante finlandese.

## Biografia
Johanna Iivanainen ha iniziato a prendere lezioni di pianoforte al Conservatorio di Oulu all'età di 5 anni, e canta jazz da quando frequentava il liceo. Ha studiato canto all'Università di Oulu, e ha completato il suo percorso formativo al Conservatorio Pop & Jazz di Helsinki nel 1996.
La cantante ha iniziato a pubblicare dischi nel corso degli anni 2000. Ha collaborato più volte con il sassofonista Eero Koivistoisen e con il chitarrista Pepe Willberg, e ha pubblicato vari album con i suoi strumentisti di riferimento, il gruppo 1N. Il suo primo ingresso nella classifica finlandese degli album è avvenuto nel 2008 con Outoja maita, che ha conquistato la 21ª posizione. È entrata in classifica anche nel 2011 con Kadotaan uneen al 25º posto, e nel 2013 con l'album natalizio Martan ja Rudolfin joulu, realizzato in collaborazione con Jukka Perko, che si è piazzato 21º.
Johanna Iivanainen ha vinto vari premi e riconoscimenti nel corso della sua carriera. Nel 2003 la Finnish Jazz Association le ha assegnato il premio Sony Jazz Prize, sponsorizzato dalla Sony Electronics Finland, e nel 2006 la rivista specializzata Jazzrytmit l'ha eletta migliore cantante femminile dell'anno.

## Discografia

### Album
- 2003 - Suomalainen (con Eero Koivistoisen)
- 2003 - Retki (Johanna Iivanainen & 1N)
- 2004 - Johanna Iivanainen
- 2006 - Tällä tavalla (Johanna Iivanainen & 1N)
- 2007 - Lennosta kii! (con Eero Koivistoisen)
- 2007 - Kaksi ihoa (con Pepe Willberg)
- 2008 - Outoja maita (Johanna Iivanainen & 1N)
- 2009 - Kaupungin valot (con Eero Koivistoisen)
- 2010 - Valmis (Johanna Iivanainen & 1N)
- 2011 - Kadotaan uneen
- 2013 - Mustarastas laulaa
- 2013 - Martan ja Rudolfin joulu (con Jukka Perko)

#### Con il Soi Ensemble
- 2002 - Pehmeä
- 2006 - Koiperhonen

#### Con i Lyra All Stars
- 2007 - Satakieli
- 2007 - Uppo-Nalle
- 2009 - Kalevala

### Raccolte
- 2008 - Loisto
- 2012 - 1998-2012 (Johanna Iivanainen & 1N)

### Singoli
- 2012 - Vapaa maailma (Johanna Iivanainen & 1N)
- 2015 - Rakkaudesta (con The Loveband)
- 2017 - Mustarastas laulaa